# Fine Guidance Sensor

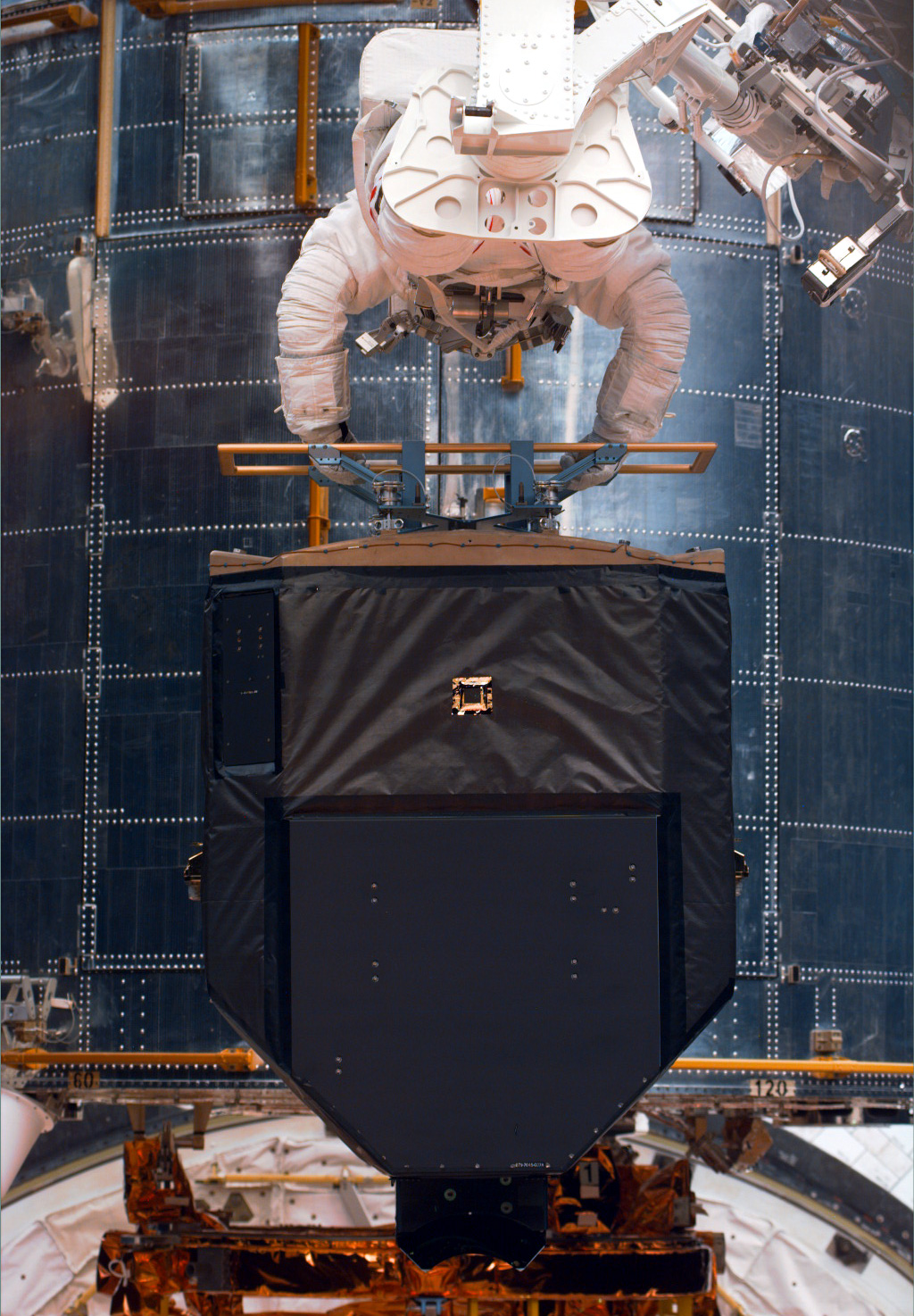
Un dels tres Fine Guidance Sensors fotografiat durant la Segona Missió de Manteniment en el 1997

El Fine Guidance Sensor (FGS) és un instrument interferomètric a bord del Telescopi Espacial Hubble (HST) que proveix d'informació d'apuntament en alta precisió com a entrada als sistemes de control d'actitud de l'observatori.
Hi haurà també un Fine Guidance Sensor al Telescopi Espacial James Webb, però cal un enfocament tècnic diferent.
En alguns casos especialitzats, com l'astrometria, els FGSs també es poden utilitzar com a instruments científics.